# Bronica
Бро́ника, или Зе́нза Бро́ника (ゼンザブロニカ, Zenza Bronica) — японская компания — производитель среднеформатной профессиональной фотографической техники, существовавшая в 1958—2005 гг. (c 1998 — в составе корпорации Tamron).

## История

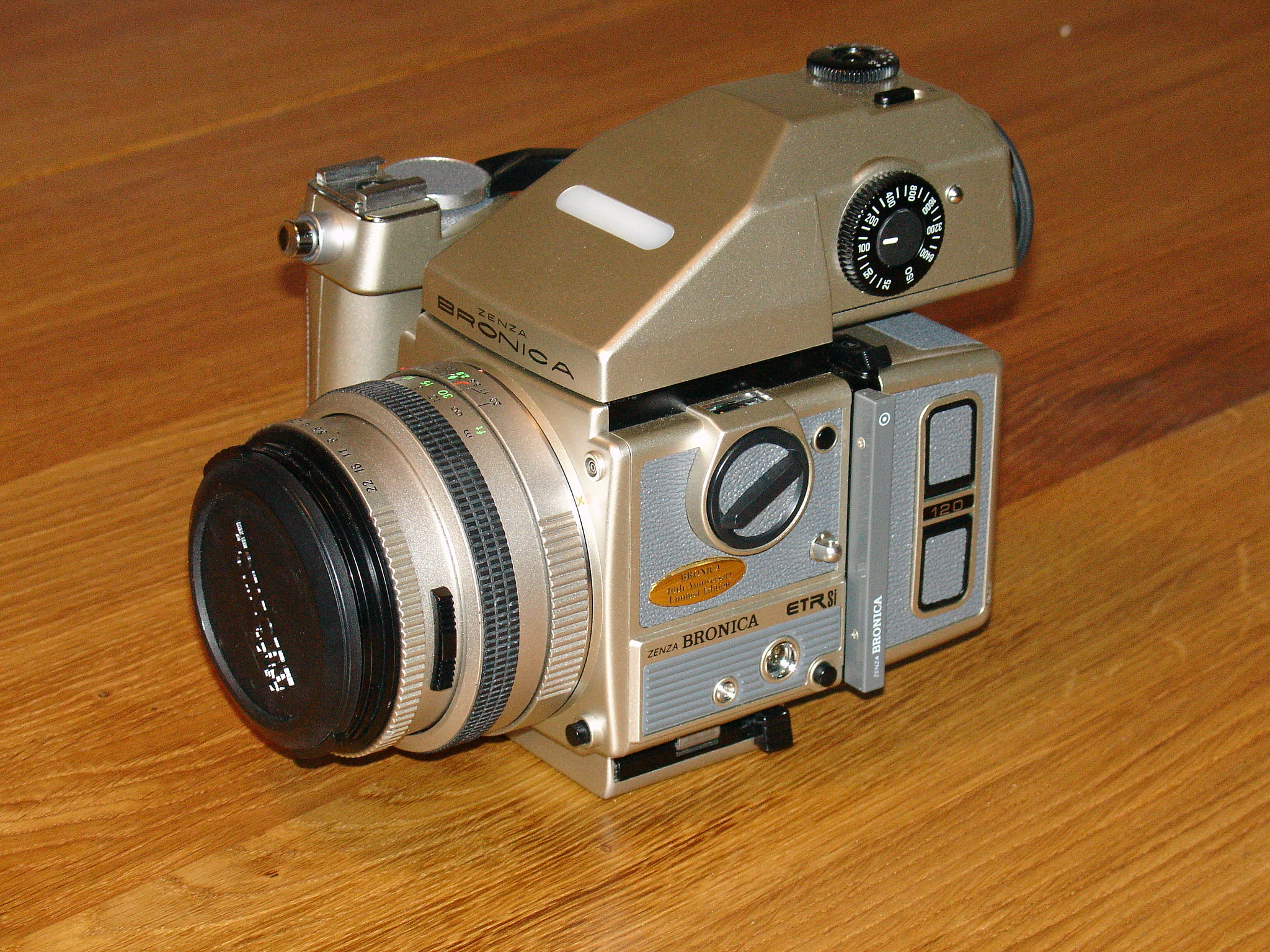
Bronica ETR-Si. Специальная серия к 40-летию фотоаппарата.

Основатель компании, Зензабуро Ёсино, в 1947 году открыл в токийском районе Итабаси небольшую фабрику по производству разных металлических мелочей, которые всегда пользуются спросом — зажигалок, портсигаров и т. п. Но этот бизнес был скорее некоторой стартовой площадкой. Зензабуро был страстным любителем фотографии и фототехники, и, помимо фабрики, содержал в Токио фотомагазин.
В 1948 году в Швеции была выпущена ставшая легендарной фотокамера «Hasselblad 1600F», и Зензабуро, движимый, с одной стороны, патриотизмом, а с другой — инженерным талантом, решил создать японскую камеру, как минимум не уступающую шведской по характеристикам и качеству — и «лучшая в мире фотокамера» стала делом его жизни. Будучи разработчиком камер лишь по призванию, но никак не по образованию и не по специальности, в 1950 году он приступил к разработке своей первой фотосистемы. По неофициальной полушутливой версии, название «Зенза Броника» (в японском прочтении — «Зенза Буроника») расшифровывается как «Японские камеры Зензабуро» (ЗЕНЗА-БУРО НИппон но КАмера). Интересно, что инженерный и дизайнерский талант основателя Bronica проявился и в его нефотографических изделиях — зажигалки с маркой его фирмы имели схожие с ранними камерами черты дизайна (хотя это можно отнести и на счёт веяний моды), а в одной из модификаций имелся даже индикатор остатка кремня.
Спустя восемь лет, потратив примерно сто тысяч иен своих личных средств (что по тем временам было очень значительной суммой), Зензабуро представил на Филадельфийской фотоярмарке 1958 года своё первое творение — «Bronica Z» (запущена в производство в марте 1959 года, спустя два года её сменила почти неотличимая модель D, что расшифровывается как «Deluxe») и, укомплектованная высококачественной линейкой специально разработанной оптики Nikkor, она сразу завоевала широкую популярность.
Вероятно, личным девизом Зензабуро Ёсино были слова «Камера типа Hasselblad лучше, чем „Hasselblad“ и оптика лучше, чем Carl Zeiss».
Качество оптики — понятие среди фотографов весьма нечёткое, но среди зеркальных камер как таковых, и не только среднеформатных, Bronica ворвалась в ряды лучших камер от лидеров индустрии, сочетая функциональность «Hasselblad» и малоформатных фотоаппаратов «Exakta» с собственными эргономическими и техническими решениями Зензабуро. Не уступая шведским аппаратам в надёжности, построенная на тех же принципах, она обладала возможностями, которые были реализованы другими производителями лишь годы спустя. А многие аппараты Hasselblad, которые планировалось превзойти, функциональностью первой Bronica не обладают до сих пор — то есть первоначальная цель была вполне достигнута.
В частности, зеркало при спуске затвора не «залипало» в верхнем положении (как у Hasselblad и Pentacon Six), а возвращалось в исходную позицию, и было выполнено «скользящим», не «хлопающим», что снижало вибрации. Также в исходное (открытое, для облегчения визирования) положение возвращалась диафрагма. Сменный задник позволял полуавтоматическую зарядку плёнки, без точного совмещения отметки «старт» на ролльфильме и в заднике (так, как у некоторых аппаратов Rolleiflex). Встроенный пружинный механизм замедлителя затвора позволял отрабатывать длинные выдержки (до 10 секунд) без использования дополнительных приспособлений. Задник мог быть установлен на камеру в произвольный момент, вне зависимости от того, взведена ли камера и перемотана ли плёнка.
Первоначально оптика для камер Bronica выпускалась на заводах Nikon, позже к созданию объективов привлекались также Carl Zeiss Jena и Sankyo Kohki (Komura) (в основном из-за того, что у Nikon, запустившего в 1959 году свою собственную 35 мм фотосистему Nikon F, просто не хватало производственных мощностей). С 1976 года оптика выпускалась своими силами, однако для разработки нескольких объективов были привлечены специалисты Schneider Kreuznach. Окончательно же сотрудничество Zenza Bronica и Nikon прекратилось в 1996 году.
С самого момента начала выпуска к Bronica предлагалось три высококлассных объектива Nikkor — штатный Nikkor-P 75 мм f/2.8, широкоугольный Nikkor-H 50 мм f/3,5 и «портретный» Nikkor-Q 135 мм f/3.5. Этот набор с практической точки зрения является необходимым и достаточным для выполнения подавляющего большинства фотосъёмочных задач общего плана. Со временем линейка объективов была значительно расширена.
Зензабуро Ёсино скончался в 1988 году, спустя десять лет компания Zenza Bronica Ltd. была приобретена корпорацией Tamron.
В октябре 2004 года Tamron прекратил выпуск зеркальных модульных камер серий SQ, ETR и GS, и всех аксессуаров к ним, Дальномерная система RF645 была снята с производства в октябре 2005 года. Выпуск был прекращён по экономическим причинам, порождённым массовым переходом основной целевой аудитории Bronica на цифровые зеркальные камеры. Тем не менее, техническая и сервисная поддержка камер Bronica планировалась как минимум до 2012 года.
Камеры Bronica, до сих пор пользующиеся заслуженной отличной репутацией по причине удобства, надёжности, гибкости и высокого качества оптики, были «рабочими лошадками» для множества свадебных и портретных фотографов (в основном в США и Японии) на протяжении нескольких десятилетий, и до сих пор остаются таковыми для многих профессиональных фотографов и серьёзных фотолюбителей. Из-за прекращения производства и массового перехода профессиональных свадебных и портретных фотографов на цифровые камеры, цены на подержанную технику этой марки упали в несколько раз, что позволяет многим фотографам без разорительных затрат обзавестись высококлассной среднеформатной техникой. Тем более это актуально потому, что цифровые сенсоры и 35-мм плёнка на данный момент не могут обеспечить получение изображение аналогичного по качеству и разрешению среднеформатному, хотя и выигрывают в оперативности получения конечного результата.
Все зеркальные камеры Bronica — модульные, то есть основные компоненты — корпус камеры, объективы, видоискатели, плёночные задники (магазины) — сменные и взаимозаменяемые в рамках каждой системы.
В линейках ETR, SQ, GS и RF, в отличие от классических камер, затвор не шторный в фокальной плоскости, а центральный лепестковый в объективе. Преимуществами такого подхода считаются меньшее влияние вибраций («шевелёнки») и возможность синхронизации со вспышкой на любой выдержке, от 8 секунд до 1/500 секунды (что упрощает работу в студии с импульсным светом, а также работу со вспышкой при ярком контровом освещении). Недостаток — наикратчайшая выдержка у большинства камер с центральным затвором не короче 1/500 секунды, что в ряде случаев может осложнить съёмку при очень ярком освещении. Также поломка затвора не обозначает отказа камеры в целом, в таком случае достаточно заменить объектив.

## Модели фотокамер Bronica

### Модели со шторным затвором (классические)
Изначально выпускались различные, полностью и частично совместимые по оптике и аксессуарам, фотокамеры со шторным затвором в фокальной плоскости, укомплектованные оптикой Nikkor производства Nikon, до прекращения производства этой линейки с представлением в октябре 1981 года системы SQ. Синхронизация со вспышкой на выдержке 1/60 сек, отрабатываемые выдержки — от 1 до 1/1000 секунды и В (произвольная).
- Z (1958)
- D (1961)
- S (1961)
- C (1964)
- C2 (1965)
- S2 (1965)
- S2a (1969)
- EC (1972)
- S2a Type 2 (1972)
- EC-TL (1975)
- EC-TL Type 2 (1978)
- EC-TL II (1980)

Примечательно, что EC была первой в истории среднеформатной однообъективной зеркальной камерой с электронно-управляемым затвором, а EC-TL — первой в истории среднеформатной камерой с автоматическим управлением экспозицией (независимо от типа установленного видоискателя), конкурирующий производитель камер Hasselblad лишь спустя 5 лет смог выпустить камеру с электронно-управляемым шторным затвором, а центральный затвор остался механическим и морально устаревшим вплоть до выпуска Hasselblad H1 формата 645 в конце 2002 года. Линейка объективов Nikkor для этих аппаратов включала в себя около тридцати различных объективов, от 30 мм «фишая» до 1200 мм супертелеобъектива. Также объективы под эти системы выпускали Sankyo Kohki Komura и Carl Zeiss Jena DDR. Выпускалась обширная линейка дополнительных принадлежностей, включавшая задники под различные типы плёнки и разные форматы кадров, удлинительные кольца и меха для макросъёмки, бленды, боковые ручки, видоискатели и т. д.

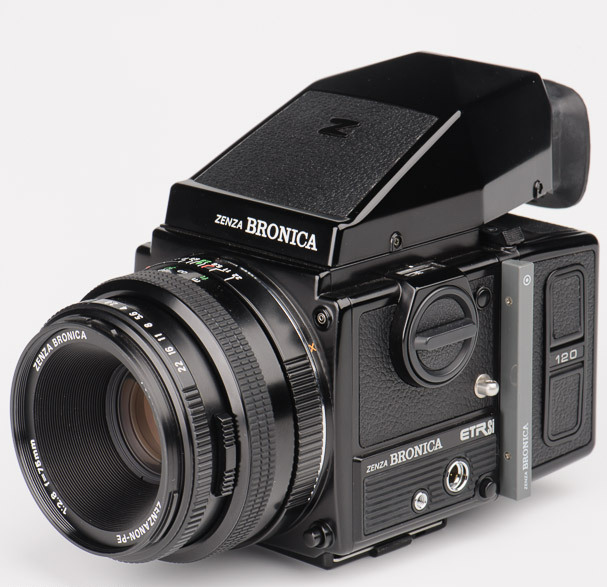
Bronica ETRSi

### Система ETR
Модульные зеркальные камеры, рассчитанные на максимальный формат кадра 645 (6×4,5 см, точный размер кадрового окна — 57×41 мм). Камеры этой системы являются самыми компактными зеркалками в ассортименте Bronica и обладают наибольшим числом дополнительных аксессуаров и возможностей, а также наиболее широкой линейкой сменных объективов.
- ETR — представлена в январе 1976 года. Модульная камера с электронным управлением, рассчитанная на максимальный формат кадра 6×4,5 см (точный размер кадрового окна — 57×41 мм). Набор объективов включал в себя более десяти позиций от сверширокоугольных до телеобъективов. В ассортименте аксессуаров имелись различные видоискатели, задники (сменные кассеты для плёнки), боковые ручки и т. д.
- ETR-C — представлена в октябре 1977 года. Идентична модели ETR, исключая то, что магазин для плёнки выполнен неразъёмно с камерой, а сменными являются только магазины для плёнки под ролльфильм тип 120 и тип 220.
- ETRS — представлена в январе 1979 года. Усовершенствованная версия ETR. Добавлены мультиэкспозиция и выдержка В (произвольная выдержка «пока нажата кнопка — затвор открыт»). В предыдущих моделях для отработки произвольной выдержки требовалось сдвинуть переключатель на объективе из положения А в положение Т, в этом случае затвор открывается по нажатию спусковой кнопки и закрывается при повороте ручки перемотки плёнки, сблокированной со взводом затвора. Число контактов для замерной призмы увеличено с 6 до 10, что позволило реализовать работу в режиме приоритета диафрагмы и активизировать экспонометр по полунажатию спусковой кнопки (ранее требовалось нажатие соответствующей кнопки на призме).
  - ETRS модифицированный вариант — представлена в июле 1982 года. Не маркированная отдельно версия модели ETRS. Эта модификация иногда называется «пластмассовой ETRS», поскольку боковые панели и корпуса задников выполнены не из окрашенного металла, оклеенного кожезаменителем, а из чёрного пластика. Кнопка смены объектива размещена на левой стороне корпуса, задник снимается одновременным нажатием двух независимых рычагов на нём.
- ETRSi — представлена в октябре 1989 года. Наиболее совершенная (и последняя) модель в линейке, без изменений выпускавшаяся ровно 15 лет. Усовершенствованная версия ETRS. Добавлены: функция предварительного подъёма зеркала, управление вспышкой по алгоритму TTL-OTF для вспышек Metz с управляющим модулем SCA386 (а также аналогичных Sunpak и Quantum). Значительно улучшена конструкция задника (получившего наименование Ei), в которую добавлен механизм блокирующегося шибера (заслонки). Последнее обозначает, что шибер не может быть вынут до тех пор, пока задник не установлен на камеру, что сводит к минимуму вероятность случайной засветки плёнки.

Для питания камер системы ETR используется элемент питания типа 476 (4LR44, PX28  и их аналоги) напряжением 6 вольт. Допускается использование оксид-серебряных и щелочных (alcaline) элементов. Использование литиевых и иных элементов не рекомендовано производителем. Батарейка обеспечивает отработку выдержек электронно-управляемыми затворами объективов, питание призм со встроенным экспонометром и отработку режима приоритета диафрагмы (только на моделях ETRS и ETRSi).

#### Объективы системы ETR
Все объективы системы ETR выполнены с единым дизайном оправ, незначительно изменявшимся со временем, с максимально возможной унификацией. Управление закрытием диафрагмой при срабатывании затвора — электронное, на всех объективах также предусмотрен рычажок репетира диафрагмы для предварительной оценки глубины резко изображаемого пространства. Все объективы системы ETR оснащены встроенным электронно-управляемым центральным лепестковым затвором, отрабатывающим выдержки от 8 секунд до 1/500 секунды + В. При отсутствии батарейки в камере или недостаточных параметрах тока затвор может отработать выдержку 1/500 секунды, либо (после переключения в режим Т соответствующим переключателем) — произвольную длинную выдержку.
В данном разделе перечислены (насколько это возможно) все объективы, когда-либо выпускавшиеся для камер системы ETR, в порядке возрастания фокусного расстояния. Объективы с переменным фокусным расстоянием вынесены в отдельный подраздел.
Существует четыре линейки объективов Zenzanon — MC, E, EII и PE (в хронологическом порядке). Объективы серии PE рассчитывались с использованием компьютерного моделирования с середины 1980-х годов и обладают лучшими качественными характеристиками, нежели аналогичные более ранние MC, E и EII. Любой объектив совместим с любой камерой в рамках системы. Объективы серии PE имеют установку значения диафрагмы с интервалом в пол-ступени, более ранние — с интервалом в одну ступень.
В качестве основных элементов списка — объективы PE, подпунктами указаны более ранние версии. Если объектив в рамках линейки PE не выпускался, он также идёт отдельным пунктом.
Указанные минимальные дистанции фокусировки — от плоскости плёнки, то есть расстояние от передней линзы объектива до объекта существенно меньше.
- Fisheye Zenzanon PE 30/3.5. Сверхширокоугольный объектив типа «рыбий глаз» (диагональный), угол поля зрения 180 градусов. Эквивалентен 16-мм объективу (например, «Зенитар-Фишай 16/2.8») для 35-мм камер. Светофильтры с насадочной резьбой 32.5 мм устанавливаются за задней линзой объектива. Жёстковстроенная бленда.
- Zenzanon PE 40/4. Сверхширокоугольный объектив. Усовершенствованный вариант E 40/4. Угол поля зрения — 82 градуса 1 минута. Конструкция — 9 элементов в 8 группах. Эквивалентен 24-мм объективу для 35-мм камер. Насадочная резьба под светофильтры — 67 мм.
  - Zenzanon MC 40/4. Насадочная резьба под свефильтры — 62 мм.
  - Zenzanon E 40/4. Усовершенствованный вариант MC 40/4. Угол поля зрения — 82 градуса 30 минут. Конструкция — 10 элементов в 8 группах. Насадочная резьба под светофильтры — 62 мм.
- Zenzanon PE 50/2.8. Широкоугольный объектив. Усовершенствованный вариант E 50/2.8. Насадочная резьба под светофильтры — 62 мм. Угол поля зрения — 69 градусов 7 минут. Конструкция — 9 элементов в 7 группах. Насадочная резьба под светофильтры — 62 мм. Эквивалентен 28-мм объективу для 35-мм камер. Минимальная дистанция фокусировки — 42 см.
  - Zenzanon MC 50/2.8. Насадочная резьба под светофильтры — 62 мм.
  - Zenzanon E 50/2.8. Угол поля зрения — 70 градусов. Конструкция — 9 элементов в 8 группах. Насадочная резьба под светофильтры — 62 мм.
- Zenzanon E Super-Angulon PCS 55/4.5. Широкоугольный объектив со сдвигом и наклоном для исправления перспективных искажений. Рассчитан в сотрудничестве со специалистами Schneider Kreuznach. Угол поля зрения — 65 градусов. Конструкция — 10 элементов в 8 группах. Эквивалентен 32-мм объективу для 35-мм камер. Вертикальная подвижка — 12 мм вверх, 10 мм вниз; горизонтальная подвижка — 12 мм вправо, 12 мм влево. Угловой сдвиг от оптической оси — 10 градусов вверх\вниз для горизонтального кадра. Установка светофильтров не предусмотрена.
- Zenzanon PE 60/2.8. Широкоугольный объектив. Угол поля зрения 60 градусов 7 минут. Конструкция — 7 элементов в 7 группах. Эквивалентен 35-мм объективу для 35-мм камер. Минимальная дистанция фокусировки — 45 см. Насадочная резьба под светофильтры — 62 мм.
- Zenzanon PE 75/2.8. Нормальный объектив. Усовершенствованный вариант EII 75/2.8, штатный объектив для камер ETRS поздних выпусков и ETRSi. Конструкция — 6 элементов в 5 группах. Угол поля зрения — 49 градусов 7 минут. Эквивалентен 45-мм объективу для 35-мм камер. Минимальная дистанция фокусировки — 60 см. Насадочная резьба под светофильтры — 62 мм.
  - Zenzanon MC 75/2.8. Нормальный объектив, штатный для камер ETR и ETR-C. Насадочная резьба под светофильтры — 58 мм. Среди фотографов считается наихудшим по качеству изображения среди всех объективов Bronica для системы ETR.
  - Zenzanon E 75/2.8. Нормальный объектив, штатный для камер ETR-C и ETRS. Угол поля зрения — 50 градусов. Конструкция — 5 элементов в 4 группах. Минимальная дистанция фокусировки — 60 см. Насадочная резьба под светофильтры — 62 мм.
  - Zenzanon EII 75/2.8. Усовершенствованный вариант E 75/2.8, штатный для камер ETRS. Насадочная резьба под светофильтры — 62 мм. Эквивалентен 45-мм объективу для 35-мм камер. Минимальная дистанция фокусировки — 60 см.
- Zenzanon PE 100/4 MACRO. Макрообъектив, обеспечивающий на минимальной дистанции фокусировки масштаб съёмки 1:2. Угол поля зрения — 38 градусов 4 минуты. Конструкция — 6 элементов в 4 группах. Эквивалентен 60-мм объективу для 35-мм камер. Минимальная дистанция фокусировки — 61 см. Насадочная резьба под светофильтры — 62 мм.
  - Zenzanon E 100/4 MACRO. Более ранняя версия. Масштаб съёмки 1:4. Минимальная дистанция фокусировки — 61 см. Насадочная резьба под светофильтр — 62 мм.
- Zenzanon PE 105/4.5 MACRO. Макрообъектив, обеспечивающий на минимальной дистанции фокусировки масштаб съёмки 1:1. Наса дочная резьба под светофильтр — 67 мм.
- Zenzanon E 105/3.5. Портретный объектив. Угол поля зрения — 37 градусов. Конструкция — 6 элементов в 4 группах. Эквивалентен 65-мм объективу для 35-мм камер. Минимальная дистанция фокусировки — 90 см. Насадочная резьба под светофильтры — 62 мм.
- Zenzanon PE 135/4. Портретный объектив. Угол поля зрения — 29 градусов 1 минута. Конструкция — 6 элементов в 5 группах. Эквивалентен 80-мм объективу для 35-мм камер. Минимальная дистанция фокусировки — 1 метр. Насадочная резьба под светофильтры — 62 мм.
- Zenzanon PE 150/3.5. Портретный (короткий теле) объектив. Угол поля зрения — 26 градусов 1 минута. Конструкция — 6 элементов в 5 группах. Эквивалентен 90-мм объективу для 35-мм камер. Минимальная дистанция фокусировки — 1.5 метра. Насадочная резьба под светофильтры — 62 мм.
  - Zenzanon MC 150/3.5. Первая версия. Минимальная дистанция фокусировки — 1,5 метра. Насадочная резьба под светофильтры — 62 мм.
  - Zenzanon E 150/3.5. Вторая версия. Угол поля зрения — 26 градусов 30 минут. Конструкция — 5 элементов в 5 группах. Минимальная дистанция фокусировки — 1,5 метра. Насадочная резьба под светофильтры — 62 мм.
- Zenzanon MC 150/4. Портретный (короткий теле) объектив. Насадочная резьба под светофильтры — 62 мм.
  - Zenzanon E 150/4. Портретный (короткий теле) объектив. Угол поля зрения — 26 градусов 20 минут. Конструкция — 6 элементов в 6 группах. Минимальная дистанция фокусировки — 1,5 метра. Насадочная резьба под светофильтры — 62 мм.
- Zenzanon PE 180/4.5. Портретный (теле) объектив. Угол поля зрения — 21 градус 9 минут. Конструкция — 9 элементов в 8 группах. Эквивалентен 110-мм объективу для 35-мм камер. Минимальная дистанция фокусировки — 1 метр. Насадочная резьба под светофильтры — 62 мм.
- Zenzanon PE 200/4. Телеобъектив. Угол поля зрения — 20 градусов 2 минуты. Конструкция — 6 элементов в 5 группах. Эквивалентен 120-мм объективу для 35-мм камер. Минимальная дистанция фокусировки — 2 метра. Насадочная резьба под светофильтры — 62 мм.
- Zenzanon PE 250/5.6. Телеобъектив. Угол поля зрения — 16 градусов 2 минуты. Конструкция — 6 элементов в 6 группах. Эквивалентен 150-мм объективу для 35-мм камер. Минимальная дистанция фокусировки — 3 метра. Насадочная резьба под светофильтры — 62 мм.
  - Zenzanon E 250/5.6. Более ранняя версия. Угол поля зрения — 16 градусов. Конструкция — 6 элементов в 6 группах. Минимальная дистанция фокусировки — 3.5 метра. Насадочная резьба под светофильтры — 62 мм.
  - Zenzanon MC 250/5.6. Первая версия. Угол поля зрения — 16 градусов. Конструкция — 6 элементов в 6 группах. Минимальная дистанция фокусировки — 3.5 метра. Насадочная резьба под светофильтры — 62 мм.
- Zenzanon EII 500/8. Телеобъектив. Угол поля зрения — 8 градусов. Конструкция — 7 элементов в 6 группах. Эквивалентен 300 мм объективу для 35-мм камер. Минимальная дистанция фокусировки — 8.5 метров. Встроенная телескопическая бленда. Содержит флюоритовые оптические элементы. Насадочная резьба под светофильтр — 95 мм.
- Zenzanon PE 500/8. Телеобъектив. Угол поля зрения — 8 градусов 1 минута. Конструкция — 10 элементов в 8 группах. Эквивалентен 300-мм объективу для 35-мм камер. Минимальная дистанция фокусировки — 8 метров. Насадочная резьба под светофильтр — 122 мм.
- Zenzanon PE Zoom 45-90/4-5.6. Объектив с переменным фокусным расстоянием (от широкоугольного до нормального). Угол поля зрения переменный, от 81 до 46 градусов. Конструкция — 11 элементов в 10 группах. Эквивалентное фокусное расстояние для 35-мм камер — 27-52 мм. Минимальная дистанция фокусировки (при установленном фокусном расстоянии 90 мм) — 50 см. Содержит два асферических элемента. Насадочная резьба под светофильтры — 95 мм.
- Zenzanon E Variogon 70-140/4.5. Объектив с переменным фокусным расстоянием (от нормального до портретного). Рассчитан в сотрудничестве со специалистами Schneider Kreuznach. Эквивалентное фокусное расстояние для 35 мм камер — 42-85 мм.
- Zenzanon E Variogon 125—256/5.6. Объектив с переменным фокусным расстоянием (от портретного до теле). Рассчитан в сотрудничестве со специалистами Schneider Kreuznach. Угол поля зрения — от 30 градусов 6 минут до 16 градусов 1 минуты. Эквивалентное фокусное расстояние для 35 мм камер — 75-150 мм. Минимальная дистанция фокусировки — 2.5 метра от плоскости плёнки, в макрорежиме — 76 сантиметров от переднего элемента.
- Zenzanon PE Zoom 100—220/4.8. Объектив с переменным фокусным расстоянием (от короткого портретного до теле). Угол поля зрения — от 38 до 18 градусов. Эквивалентное фокусное расстояние для 35 мм камер — 60-132 мм. Минимальная дистанция фокусировки — 1 метр. Масштаб объекта при минимальной дистанции фокусировки — 1:4.9. Насадочная резьба под светофильтры — 95 мм.

#### Аксессуары для объективов системы ETR
- Rapid Focusing Lever E. Ручка быстрой наводки. Выполнена в виде разъёмного пластикового кольца с рукояткой. Предназначена для облегчения и ускорения наводки объектива на резкость.
- Professional Lens Hood E. Мех-бленда-компендиум. Складная универсальная бленда для всех объективов с фокусным расстоянием от 40 до 250 мм (для объективов от 135 до 250 мм требуется дополнительная рамка, вставляемая в щель на передней части компендиума). В полозья для рамки также может быть установлен пластинчатый (желатиновый или пластиковый) светофильтр, либо маска из пластика или картона, шириной 75 мм
- PE 1.4X Teleconverter. Телеконвертер 1.4×. Предназначен для увеличения фокусного расстояния объективов в 1.4 раза с потерей 1 ступени экспозиции (например, объектив 150/3.5 станет 210/5.6). Использование с объективами короче 75 мм и зум-объективом 45-90/4-5.6 невозможно.
- PE 2X Teleconverter. Телеконвертер 2×. Предназначен для увеличения фокусного расстояния объективов в 2 раза с потерей 2 ступени экспозиции (например, объектив 500/8 станет 1000/16). Использование с объективами короче 75 мм и зум-объективом 45-90/4-5.6 невозможно.
- Zenzanon MC Close-up lenses +1, +2. Ахроматические насадочные линзы (макролинзы) +1 и +2 диоптрии для установки на насадочную резьбу под светофильтр 62 мм. Предназначены для сокращения минимальной дистанции до объекта и увеличения масштаба, в основном в макросъёмке и предметной съёмке. Фокусировка на «бесконечность» при установленных макролинзах невозможна.
- Automatic Extension Tube E 14. Удлинительное кольцо для установки между объективом и камерой. Увеличивает рабочий отрезок на 14 мм. Предназначено для сокращения минимального расстояния до объекта, главным образом при макросъёмке, предметной съёмке и съёмке крупномасштабных портретов телеобъективами. Может совмещаться с другими удлинительными кольцами. Фокусировка на «бесконечность» при установленных удлинительных кольцах невозможна.
- Automatic Extension Tube E 28. Удлинительное кольцо для установки между объективом и камерой. Увеличивает рабочий отрезок на 28 мм. Предназначено для сокращения минимального расстояния до объекта, главным образом при макросъёмке, предметной съёмке и съёмке крупномасштабных портретов телеобъективами. Может совмещаться с другими удлинительными кольцами. Фокусировка на «бесконечность» при установленных удлинительных кольцах невозможна.
- Automatic Extension Tube E 42. Удлинительное кольцо для установки между объективом и камерой. Увеличивает рабочий отрезок на 42 мм. Предназначено для сокращения минимального расстояния до объекта, главным образом при макросъёмке, предметной съёмке и съёмке крупномасштабных портретов телеобъективами. Может совмещаться с другими удлинительными кольцами. Фокусировка на «бесконечность» при установленных удлинительных кольцах невозможна.
- Automatic Bellows Attachment E. Удлинительный мех (макромех) для установки между объективом и камерой. Предназначен для изменения рабочего отрезка и сокращения минимального расстояния до объекта при макросъёмке. Масштаб съёмки может изменяться с различными объективами при разных расстояниях до объекта от 1:4.9 (с объективом 250 мм, установленным на «бесконечность») до 1:4.13 (с объективом 40 мм, установленным на минимальное расстояние фокусировки). Несовместим с удлинительными кольцами, объективами с переменным фокусным расстоянием и 500 мм объективами. Фокусировка на «бесконечность» при установленном макромехе невозможна.

#### Аксессуары для камер системы ETR

##### Задники
- 120. Базовый задник, рассчитанный на рольфильм тип 120. 15 кадров на плёнке. Имеется четыре модификации, представленные с камерами ETR, ETR-C, ETRS и ETRSi. Первая модификация имела одну защёлку с предохранителем от случайного открытия; вторая — аналогично, но задник составлял одно целое с камерой и заменялся только магазин (аналогично — у камеры Pentax 645); третья — со съёмным магазином и двойной защёлкой; четвёртая (Ei) — со съёмным магазином, двойной защёлкой и блокирующимся шибером.
- 220. Задник, рассчитанный на рольфильм тип 220. 30 кадров на плёнке.
- 135N. Задник, рассчитанный на использование 35-мм плёнки в кассете, снабжён разблокиратором приёмной катушки для обратной перемотки. 36 стандартных кадров 24×36 мм на плёнке. Угол поля зрения объективов аналогичен таковому у соответствующих объективов на 35 мм фотокамерах.
- 135W. Задник, рассчитанный на использование 35-мм плёнки в кассете, снабжён разблокиратором приёмной катушки для обратной перемотки. 22 кадра 24×54 мм на плёнке. При использовании объектива 40 мм результат близок к получаемому при помощи 35-мм фотокамер Горизонт или Noblex 135U (эти камеры имеют кадр размером 24х58 мм).
- 70. Задник, рассчитанный на использование 70 мм («широкоэкранной») перфорированной киноплёнки в кассете. Выпускался до конца 1970-х годов.
- Polaroid Land Back. Задник, рассчитанный на фотоматериалы одноступенного процесса типа Polaroid Land (тип Polapan 100 и Polapan 600, включая 664, 667, 669, 125i) или Fuji Instant Pack (FP-100С, FP-3000).

##### Видоискатели
С видоискателями, не имеющими встроенного экспонометра, выдержка и диафрагма должны быть установлены вручную.
- Waist Level Finder E. Складная чернёная шахта, снабжённая увеличительным стеклом для точной наводки на резкость по матовому фокусировочному экрану. Увеличительное стекло обеспечивает обзор всего кадрового окна. При визировании через шахту изображение кажется зеркально отображённым.
- Prism Finder E. Призма прямого визирования с жёстким окуляром. Без встроенного экспонометра. Предусмотрены дополнительные резиновые наглазники, а также диоптрийные наглазники для облегчения съёмки людям с ослабленным зрением.
- Rotary Finder E. Призма прямого визирования с поворотным окуляром. Без встроенного экспонометра. Предусмотрены дополнительные резиновые наглазники, а также диоптрийные наглазники для облегчения съёмки людям с ослабленным зрением.
- Prism Finder AE. Призма прямого визирования с жёстким окуляром. Встроен экспонометр с центровзвешенным замером. Предусмотрены дополнительные резиновые наглазники, а также диоптрийные наглазники для облегчения съёмки людям с ослабленным зрением. Установленное значение диафрагмы не отображается. Поддерживается замер для плёнок чувствительностью от ISO25 до ISO3200, экспокоррекция ±2EV. Режимы работы: А (автоматическая отработка выдержки от диафрагмы — приоритет диафрагмы) и М (отображаются одновременно установленная вручную выдержка и рекомендуемая экспонометром). Для индикации измеренного (в режиме А) или измеренного и установленного (в режиме М) значения выдержки требуется нажать кнопку на передней грани корпуса. В нижней строке отображается установленное значение выдержки, подсвеченное зелёными (от 1/500 с до 1/60 с) и оранжевыми (от 1/30 с до 8 с) светодиодами, по краям шкалы — красные светодиодные стрелки, обозначающие выход за пределы измерений. Для индикации измеренного (в режиме А) или измеренного и установленного (в режиме М) значения выдержки требуется нажать кнопку на передней грани корпуса.
- Prism Finder AE-II. Усовершенствованная версия призмы AE. Внешне отличается надписью AE-II вместо AE на кнопке и стилизованной фирменной буквой Z на передней внешней диагональной грани корпуса. Основное практическое отличие — индикация замера выдержки обеспечивается полунажатием спусковой кнопки на корпусе камеры или на боковой рукоятке.
- Prism Finder AE-III. Призма прямого визирования с жёстким окуляром. Встроен экспонометр с центровзвешенным замером и точечным замером по центру. Встроенная диоптрийная коррекция окуляра ±3 диоптрии для облегчения съёмки людям с ослабленным зрением, также предусмотрены дополнительные диоптрийные насадки и резиновые наглазники. Имеется режим экспопамяти (блокировка экспозиции, AE-Lock). На сегментном жидкокристаллическом дисплее отображаются выдержка и диафрагма. Режимы работы аналогичны призмам AE и AE-II. На камерах ETR и ETR-C работа в режиме приоритета диафрагмы невозможна.
- Sports Finder E Складной видоискатель, устанавливаемый дополнительно на боковую ручку в разъём «горячего башмака» вспышки. Имеются рамки, ограничивающие поле зрения под объективы 50 мм, 75 мм и 150 мм. Предназначен для непрерывного визирования без наводки на резкость, например, при съёмке быстро движущихся объектов, находящихся на фиксированном удалении от камеры.

##### Боковые рукоятки и моторы
- Winding Crank E. Простая штатная рукоятка («рулетка»), устанавливаемая на колесо перемотки. В транспортном положении складывается вдоль корпуса камеры, во избежание поломки.
- Speed Grip E. Боковая рукоятка с курком для перемотки и «горячим башмаком» для установки вспышки или аксессуаров (спортивного видоискателя, управляющего модуля Metz SCA386, пузырькового уровня и т. д.)
- Motor Winder E. Представлен в октябре 1976 года. Боковая рукоятка, снабжённая мотором для перемотки плёнки, одновременно со взводом затвора и возвратом зеркала, и «горячим башмаком». Питание от 8 батарей или аккумуляторов типа AA («пальчиковых») или от внешнего источника. Режимы работы: съёмка одиночных кадров или серийная съёмка со скоростью примерно 1 кадр в секунду. Возврат зеркала на камерах серии ETRSi осуществляется только в случае, если не включён предварительный подъём зеркала. Имеется кнопка перемотки плёнки без взвода и спуска затвора (для зарядки и изъятия плёнки из задника). Также комплектуется ремешком для удобства ухвата, имеется разъём для дистанционного управления.
- Motor Winder Ei. Представлен в октябре 1989 года. Усовершенствованная и облегчённая версия мотора Motor Winder E. Боковая рукоятка, снабжённая мотором для перемотки плёнки, одновременно со взводом затвора и возвратом зеркала, и «горячим башмаком». Питание от 6 батарей или аккумуляторов типа AA («пальчиковых»). Режимы работы: съёмка одиночных кадров или серийная съёмка со скоростью примерно 1 кадр за 0,8 секунды. Возврат зеркала на камерах серии ETRSi осуществляется только в случае, если не включён предварительный подъём зеркала. Имеется кнопка перемотки плёнки без взвода и спуска затвора (для зарядки и изъятия плёнки из задника). Также комплектуется ремешком для удобства ухвата.
- Motor Winder Ei-II. Представлен в 1998 году. Значительно усовершенствованная и облегчённая версия мотора Motor Winder E. Боковая рукоятка, снабжённая мотором для перемотки плёнки, одновременно со взводом затвора и возвратом зеркала, и «горячим башмаком». Питание от одной литиевой батареи типа 2CR5 или от внешнего источника. Режимы работы: съёмка одиночных кадров или серийная съёмка со скоростью примерно 1 кадр за 0,8 секунды. Возврат зеркала на камерах серии ETRSi осуществляется только в случае, если не включён предварительный подъём зеркала. Также комплектуется боковым жёстко фиксируемым ремнём для удобства ухвата, имеется разъём для дистанционного управления. По габаритам и массе аналогичен курковой рукоятке Speed Grip E.

##### Штативные площадки
Камеры Bronica серии ETR имеют гнездо для установки на штатив со стандартной резьбой 1/4" (также такое гнездо имеется на всех боковых рукоятках и моторах). Таким образом, возможна установка этих аппаратов на любые штативы с соответствующим креплением, равно как и использование быстросъёмных площадок любых производителей (Manfrotto, Gitzo, Cullmann, Slik и т. д.). Тем не менее, для обеспечения удобства работы с любыми штативами, в том числе и не оснащёнными быстросъёмными площадками, выпускались собственные приспособления.
- Quick Tripod Release Mount Set E. Комплект из площадки с замком, закрепляемой на штативе и быстросъёмной Г-образной в сечении площадки, обеспечивающей её жёсткую фиксацию относительно камеры.
- Tripod Adapter for Polaroid Back. C-образная в сечении монолитная конструкция со съёмным винтом, предназначенная для использования с камерами, на которых установлен задник для кассет Polaroid Land. Поскольку задник для кассет Polaroid выше стандартного задника, то данный переходник обеспечивает возможность установки камеры с этим задником на любой штатив, в том числе и с длинной площадкой или короткими ручками-фиксаторами.

##### Фокусировочные экраны
Фокусировочные экраны для камер Bronica выполнены из специального оптического пластика, разметка нанесена при помощи лазера. Здесь перечислены только те экраны, которые выпускались непосредственно Zenza Bronica для камер серии ETRSi. Помимо них существуют также высококачественные фокусировочные экраны сторонних производителей, например, Brightscreen и Beattie, а также более ранние версии фокусировочных экранов от самой Bronica. Сторонние и более ранние экраны могут иметь другую разметку и другую комбинацию средств для наводки на резкость, нежели перечисленные здесь. На краю всех экранов серии Ei имеются выемки для индикаторов контроля состояния батареи/срабатывания затвора и индикатора готовности TTL-вспышки.
- Ei Matte with TTL Window. Стандартный для камер ETRSi матовый фокусировочный экран на базе линзы Френеля (лазерная нарезка). В центре экрана имеется кружок для обозначения зоны точечного замера призмы AE-III.
- Ei Matte 35mm. Матовый фокусировочный экран на базе линзы Френеля. На экране тонкими вертикальными и горизонтальными линиями размечено поле обзора для 35-мм плёнки при использовании задников 135N и 135W. В центре экрана имеется кружок для обозначения зоны точечного замера призмы AE-III.
- Ei Grid Lines. Фокусировочный экран на базе линзы Френеля, предназначенный главным образом для архитектурной съёмки. По всей площади экрана нанесена разметка в виде сетки, также имеются засечки для квадратного кадрирования. центре экрана имеется кружок для обозначения зоны точечного замера призмы AE-III.
- Ei Microprism. Фокусировочный экран на базе линзы Френеля, предназначенный для точной наводки на резкость с использованием объективов, относительное отверстие которых менее 4 (клинья в данном случае часто неэффективны). В центре экрана располагается кружок микрорастра. Диаметр кружка обозначает зону точечного замера призмы AE-III.
- Ei Microprism/Split-Image. Фокусировочный экран на базе линзы Френеля. В центре экрана — горизонтальные клинья Додена, окружённые микрорастром. Диаметр кружка, в который вписана комбинация клиньев и микрорастра обозначает зону точечного замера призмы AE-III. Вариант (H) — клинья расположены горизонтально, вариант (D) — диагонально под углом 45 градусов слева вверх направо.

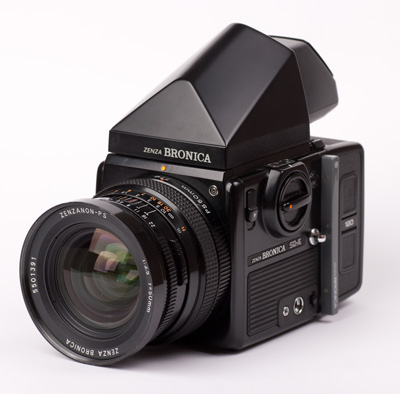
Bronica SQ-Ai

- Ei Microprism/Split-Image 35 mm. Фокусировочный экран на базе линзы Френеля. В центре экрана — горизонтальные клинья Додена, окружённые микрорастром. Диаметр кружка, в который вписана комбинация клиньев и микрорастра обозначает зону точечного замера призмы AE-III. На экране тонкими вертикальными и горизонтальными линиями размечено поле обзора для 35-мм плёнки при использовании задников 135N и 135W. Вариант (H) — клинья расположены горизонтально, вариант (D) — диагонально под углом 45 градусов слева вверх направо.

### Система SQ
- SQ — представлена в октябре 1980 года в качестве замены тяжёлым камерам классической серии. Модульная камера с электронным управлением, рассчитанная на максимальный формат кадра 6×6 см (точный размер кадрового окна — 57×57 мм). По сути, логике работы и дизайну аналогична камере ETR.
- SQ-A — Представлена в январе 1982. Усовершенствованная версия SQ. Число контактов для призм со встроенным экспонометром увеличено с 6 до 10, что позволило производить замер экспозиции полунажатием спусковой кнопки, а не нажатием кнопки на призме, а также отработку режима приоритета диафрагмы с призмой AE-S. Также был добавлен механизм предварительного подъёма зеркала. Были незначительно изменены задники — на ранних задниках кольцо-памятка чувствительности плёнки имело числа, нанесённые оранжевой и жёлтой краской, на более новых — все обозначения стали серебристыми. Шиберы стали самоблокирующимися, однако блокировка возможна только при одновременном использовании нового шибера (с серой пластиковой рукояткой) и нового задника (с серебристыми цифрами), в комбинации старого задника с новым шибером и наоборот самоблокировки нет. Все системные компоненты, объективы и аксессуары для камер SQ и SQ-A взаимозаменяемы, за исключением того, что призма AE-S физически не может быть установлена на камеру SQ, этому препятствует специальный выступ. По сути эта камера аналогична ETRS, за исключением того, что у SQ-A есть предподъём зеркала, а выдержка В средствами камеры не отрабатывается.
- SQ-Am — Представлена в январе 1983 года. Версия SQ-A с несъёмной моторной боковой ручкой. Использование без мотора невозможно, поэтому помимо «управляющей» батарейки (476A, как и у системы ETR) требуется ещё 6 «пальчиковых» (тип АА) для питания мотора. Функционально аналогична ETRS с Motor Winder Ei (за исключением отсутствия в ETRS предподъёма зеркала и наличия в ETRS выдержки B). Эта модификация была весьма популярна у свадебных фотографов в США.
- SQ-Ai — Представлена в октябре 1990 года. Усовершенствованный вариант SQ-A. Добавлены совместимость с новой компактной моторной рукояткой SQ-i и TTL-OTF управление вспышкой (аналогично ETRSi). Эти изменения потребовали добавления дополнительной печатной платы с электронными компонентами, что привело к необходимости «сплющивания» отсека для управляющей батарейки. Таким образом, одна 6-вольтовая батарейка 476A (4LR44, PX28) была заменена на четыре «таблетки» LR44 (SR44, G357) напряжением полтора вольта каждая. Также на селекторе выдержек на камере появилась выдержка В.
- SQ-B — Представлена в октябре 1996 года. Значительно упрощенная и удешевлённая («для начинающих») версия SQ-A. Убраны контакты видоискателя, так что несмотря на совместимость со всеми призмами, упрощенный замер (полунажатием спусковой кнопки) и отработка режима приоритета диафрагмы стали невозможны. По этой же причине с задников убрано кольцо-индикатор чувствительности плёнки. Тем не менее, был оставлен механизм предподъёма зеркала. По сравнению с SQ-Ai убрана электроника управления TTL-вспышкой и выдержка В. Также, на специально выпущенном в качестве штатного к этой камере объектива Zenzanon PS/B 80/2.8 отсутствует переключатель А/Т, каковым образом на камере с этим объективом отсутствует возможность отработки выдержки длиннее 8 секунд. В процессе разработки этой модели было сделано всё, чтобы максимально упростить и удешевить конструкцию, сохранив при этом достаточный уровень комфорта для серьёзного любительского неспешного применения.

#### Объективы системы SQ
Объективы к камерам SQ имеют электронное управление диафрагмой при срабатывании затвора, репетир диафрагмы для оценки глубины резко изображаемого пространства, встроенный межлинзовый электронно-управляемый центральный лепестковый затвор, отрабатывающий выдержки от 8 (16 сек. — только SQ-Ai) секунд до 1/500 секунды, режим В (выдержка при удержании кнопки спуска затвора) и Т (переключается сдвигом рычага на объективе) — произвольная длинная выдержка — работает без питания. Также при отсутствии батарей или недостаточной мощности тока, затвор может отрабатывать выдержку 1/500 секунды. Для камер SQ существует две линейки объективов — Zenzanon S и Zenzanon PS. Объективы серии S выпускались с 1980 года, PS — версия объективов серии S, но, начиная с середины 80-х годов, пересчитанные с помощью компьютеров или не выпускавшиеся ранее в версии S, обладают более хорошими характеристиками (резкость, контраст) и имеют установку диафрагменного числа с интервалом в пол-ступени, Zenzanon S имеет установку с интервалом в одну ступень. Имеются в линейке объективы с переменным фокусным расстоянием (зум). Объективы не совместимы с байонетами систем камер ETR и GS.
- Zenzanon PS 35/3.5 Fisheye. Сверхширокоугольный объектив типа «рыбий глаз» (диагональный), угол поля зрения 180 градусов. Конструкция —11 элементов в 8 группах. Диафрагма: F/3,5-22. Минимальная дистанция фокусировки — 0,28 м. Эквивалентен 19 мм объективу для 35-мм камер. Светофильтры с насадочной резьбой 32.5 мм устанавливаются за задней линзой объектива. Жёстковстроенная бленда. Вес: 960 г.
- Zenzanon PS 40/4. Сверхширокоугольный объектив. Усовершенствованный вариант S 40/4. Угол поля зрения — 87 градусов. Конструкция — 11 элементов в 8 группах. Диафрагма: F/4-22. Минимальная дистанция фокусировки — 0,4 м. Эквивалентен 23-мм объективу для 35-мм камер. Насадочная резьба под светофильтры — 95 мм. Вес: 650 г.
  - Zenzanon S 40/4. Шаг диафрагмы — 1 ступень. Вес: 660 г.
- Zenzanon PS 50/3,5. Широкоугольный объектив. Усовершенствованный вариант S 50/3,5. Угол поля зрения — 76 градусов. Конструкция — 10 элементов в 8 группах. Диафрагма: F/3,5-22. Минимальная дистанция фокусировки — 0,5 м. Эквивалентен 28-мм объективу для 35-мм камер. Насадочная резьба под светофильтры — 77 мм. Вес: 590 г.
  - Zenzanon S 50/3,5. Отличается насадочной резьбой под светофильтр — 67 мм. Шаг диафрагмы — 1 ступень. Вес: 560 г.
- Zenzanon PS 65/4. Широкоугольный объектив. Угол поля зрения — 62,3 градуса. Конструкция — 9 элементов в 7 группах. Диафрагма: F/4-22. Минимальная дистанция фокусировки — 0,6 м. Эквивалентен 35-мм объективу для 35-мм камер. Насадочная резьба под светофильтры — 67 мм. Вес: 665 г.
- Zenzanon PS 80/2,8. Нормальный объектив, используется как штатный. Усовершенствованный вариант S 80/2,8. Угол поля зрения — 50,7 градусов. Конструкция — 6 элементов в 4 группах. Диафрагма: F/2,8-22. Минимальная дистанция фокусировки — 0,8 м. Эквивалентен 45-мм объективу для 35-мм камер. Насадочная резьба под светофильтры — 67 мм. Вес: 490 г.
  - Zenzanon S 80/2,8. Шаг диафрагмы — 1 ступень. Отличается от PS чуть меньшей контрастностью. Вес: 470 г.
- Zenzanon S 105/3,5. Нормальный объектив. Не выпускался в версии PS. Угол поля зрения — 41 градус. Конструкция — 6 элементов в 4 группах. Диафрагма: F/3,5-22. Минимальная дистанция фокусировки — 0,85 м. Эквивалентен 58-мм объективу для 35-мм камер. Насадочная резьба под светофильтры — 67 мм. Вес: 540 г.
- Zenzanon PS 110/4 Macro. Макрообъектив, обеспечивающий на минимальной дистанции фокусировки масштаб съёмки 1:2. Угол поля зрения — 40 градусов. Конструкция — 6 элементов в 4 группах. Диафрагма: F/4-32. Минимальная дистанция фокусировки — 0,66 м. Эквивалентен 60-мм объективу для 35-мм камер. Насадочная резьба под светофильтры — 67 мм. Вес: 685 г.
- Zenzanon PS 110/4,5 Macro. Макрообъектив, обеспечивающий на минимальной дистанции фокусировки масштаб съёмки 1:1. Угол поля зрения — 39,8 градусов. Конструкция — 9 элементов в 8 группах. Диафрагма: F/4,5-32. Минимальная дистанция фокусировки — 0,37 м. Эквивалентен 60-мм объективу для 35-мм камер. Насадочная резьба под светофильтры — 72 мм. Вес: 940 г.
- Zenzanon PS 135/4. Портретный короткий телеобъектив. Угол поля зрения — 32,8 градусов. Конструкция — 6 элементов в 4 группах. Диафрагма: F/4-32. Минимальная дистанция фокусировки — 1 м. Эквивалентен 76-мм объективу для 35-мм камер. Насадочная резьба под светофильтры — 67 мм. Вес: 755 г.
- Zenzanon PS 150/4. Портретный короткий телеобъектив. Угол поля зрения — 29,5 градусов. Конструкция — 6 элементов в 4 группах. Диафрагма: F/4-32. Минимальная дистанция фокусировки — 1,5 м. Эквивалентен 85-мм объективу для 35-мм камер. Насадочная резьба под светофильтры — 67 мм. Вес: 750 г.
  - Zenzanon S 150/3,5. Ранняя, более светосильная версия объектива. Отличается от PS чуть меньшей контрастностью. Конструкция — 5 элементов в 5 группах. Диафрагма: F/3,5-22, шаг диафрагмы — 1 ступень. Насадочная резьба под светофильтры — 67 мм. Вес: 590 г.
- Zenzanon PS 180/4,5. Портретный телеобъектив. Из плюсов - малая МДФ, которая позволяет снимать лицевые портреты. Однако, из-за низкой светосилы и большого веса, данный объектив не пользуется особой популярностью. Угол поля зрения — 24,7 градуса. Конструкция — 9 элементов в 8 группах. Диафрагма: F/4,5-32. Минимальная дистанция фокусировки — 1 м. Эквивалентен 100-мм объективу для 35-мм камер. Насадочная резьба под светофильтры — 67 мм. Вес: 865 г.
- Zenzanon PS 200/4,5. Телеобъектив. Угол поля зрения — 22,8 градусов. Конструкция — 7 элементов в 5 группах. Диафрагма: F/4,5-32. Минимальная дистанция фокусировки — 2,5 м. Эквивалентен 110-мм объективу для 35-мм камер. Насадочная резьба под светофильтры — 67 мм. Вес: 870 г.
  - Zenzanon S 200/4,5. Более ранняя версия объектива. Конструкция — 5 элементов в 5 группах. Диафрагма: F/4,5-32. Насадочная резьба под светофильтры — 67 мм. Вес: 740 г.
- Zenzanon PS 250/5,6. Телеобъектив. Угол поля зрения — 18,2 градусов. Конструкция — 7 элементов в 5 группах. Диафрагма: F/5,6-45. Минимальная дистанция фокусировки — 3 м. Эквивалентен 135-мм объективу для 35-мм камер. Насадочная резьба под светофильтры — 67 мм. Вес: 1010 г.
  - Zenzanon S 250/5,6. Более ранняя версия объектива. Конструкция — 5 элементов в 5 группах. Диафрагма: F/5,6-32. Насадочная резьба под светофильтры — 67 мм. Вес: 870 г.
- Zenzanon S 500/8. Супертелеобъектив. Ранняя версия. Угол поля зрения — 9 градусов. Конструкция — 7 элементов в 6 группах. Диафрагма: F/8-45. Минимальная дистанция фокусировки — 8,5 м. Эквивалентен 280-мм объективу для 35-мм камер. Насадочная резьба под светофильтры — 95 мм. Вес: 1890 г.
- Zenzanon PS 500/8. Супертелеобъектив. Улучшенная версия, имеет в конструкции линзу(-ы) из флюорита. Угол поля зрения — 9 градусов. Конструкция — 11 элементов в 10 группах. Диафрагма: F/8-64. Минимальная дистанция фокусировки — 8 м. Эквивалентен 280-мм объективу для 35-мм камер. Насадочная резьба под светофильтры — 122 мм. Вес: 3760 г.

#### Аксессуары для объективов серии SQ
- Телеконверторы PS 1,4X и PS 2X. Используются вместе с объективами с фокусным расстоянием от 80 до 500 мм, сохраняется полная электронная совместимость с камерой. При использовании с объективами увеличивается диафрагменное число на 1 и 2 шага соответственно для конвертеров 1,4Х и 2Х. Существует версия конвертера S 2X.
  - PS 1,4X. Конструкция — 5 элементов в 5 группах. Вес: 370 г.
  - PS 2X. Конструкция — 7 элементов в 6 группах. Вес: 600 г.

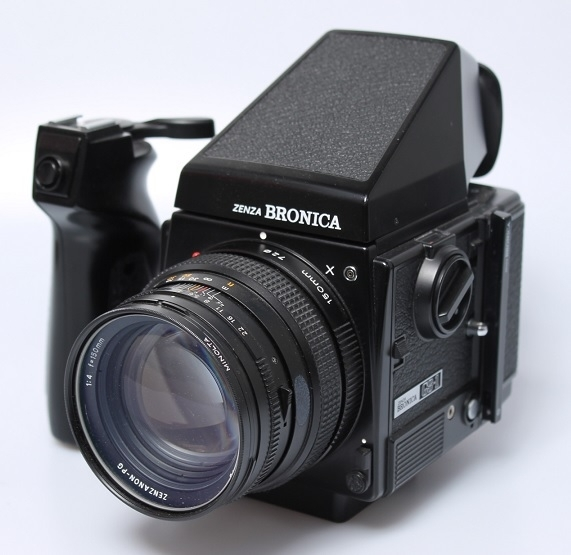
Bronica GS-1

### Система GS
- GS-1 — представлена в 1982 году. Сравнительно лёгкая и компактная модульная однообъективная зеркальная камера под формат кадра 6×7 см. Система включала; четыре сменных видоискателя (шахта, призма, две замерных призмы, одна из которых имела угловой визир); боковую ручку с курковым механизмом для удобства перемотки плёнки и взвода затвора; задник под кассеты Polaroid Land; сменные задники для плёнок тип 120 и тип 220 под форматы кадров 6х4,5 см (57×42 мм), 6×6 см (57×57 мм) и 6×7 см (56×72 мм). Также имелась специализированная TTL-вспышка Speedlight G1. Для GS-1 выпускалась линейка объективов и различных аксессуаров.

#### Объективы серии GS
- PG Zenzanon 50/4,5. Конструкция — 11 элементов в 8 группах. Минимальная дистанция фокусировки 0,5 м. Насадочная резьба под светофильтры — 95 мм.
- PG Zenzanon 65/4. Конструкция — 9 элементов в 7 группах. Минимальная дистанция фокусировки 0,6 м. Насадочная резьба под светофильтры — 72 мм.
- PG Zenzanon 80/3,5. Конструкция - нет данных. Минимальная дистанция фокусировки 0,6 м. Насадочная резьба под светофильтры — 72 мм. Редкий объектив отсутствующий в родных каталогах.
- PG Zenzanon 100/3,5. Конструкция — 6 элементов в 4 группах. Минимальная дистанция фокусировки 0,75 м. Насадочная резьба под светофильтры — 72 мм.
- PG Zenzanon 110/4 Macro. Конструкция — 6 элементов в 4 группах. Минимальная дистанция фокусировки 0,66 м. Насадочная резьба под светофильтры — 72 мм.
- PG Zenzanon 150/4. Конструкция — 5 элементов в 5 группах. Минимальная дистанция фокусировки 1,5 м. Насадочная резьба под светофильтры — 72 мм.
- PG Zenzanon 200/4,5. Конструкция — 6 элементов в 5 группах. Минимальная дистанция фокусировки 2,0 м. Насадочная резьба под светофильтры — 82 мм.
- PG Zenzanon 250/5,6. Конструкция — 6 элементов в 5 группах. Минимальная дистанция фокусировки 3,0 м. Насадочная резьба под светофильтры — 82 мм.
- PG Zenzanon 500/8. Конструкция — 11 элементов в 10 группах, в том числе два с аномально низким коэффициентом преломления и низкой дисперсией. Минимальная дистанция фокусировки 8 м. Винтовая резьба под светофильтры — 82 мм.

#### Аксессуары для объективов серии GS
- Телеконвертер G1,4X — 5 элементов в 5 группах. Предназначен для увеличения фокусного расстояния объективов в 1,4 раза с потерей 1 ступени экспозиции (например, объектив 150/4 станет 210/5,6).
- Телеконвертер G2X — 7 элементов в 6 группах. Предназначен для увеличения фокусного расстояния объективов в 2 раза с потерей 2 ступени экспозиции (например, объектив 500/8 станет 1000/16).

### Система RF
- RF645 — представлена в 2000 году. Очень лёгкая и компактная дальномерная камера под формат кадра 6×4,5. Дальномер сопряжён с видоискателем. Систему составляют три сменных объектива со встроенным центральным электронно-управляемым затвором — широкоугольный RF45/4, штатный RF65/4 и портретный RF100/4; специализированная TTL-вспышка RF20; специальный набор поляризационных светофильтров.

Камера отрабатывает три экспорежима — ручной, приоритет диафрагмы и программный (автоматическая установка выдержки и диафрагмы), имеются электронный автоспуск с задержкой 10 секунд и экспопамять (блокировка экспозиции) длительностью до 5 минут. Питание от двух литиевых батарей типа CR2.